# Scylaticus laevinus
Scylaticus laevinus là một loài ruồi trong họ Asilidae. Scylaticus laevinus được Walker miêu tả năm 1849. Loài này phân bố ở vùng nhiệt đới châu Phi.